# Armin Diem
Armin Diem (* 1. Mai 1903 in Dornbirn-Haselstauden; † 15. August 1951) war ein Vorarlberger Mundart- und Heimatdichter. Diem gilt als der Dichter Dornbirns, in dessen Dialekt er auch seine Werke verfasste.

## Leben
Armin Diem wurde am 1. Mai 1903 als dreizehntes und jüngstes Kind seiner Mutter und seines Vaters Matthäus Diem, einem Metzger und Viehhändler, im Gasthaus Schäfle in Haselstauden geboren. Von seinen Geschwistern verstarben fünf im Kindesalter.
Nach seinem Realschulbesuch begann Diem in einer Sägerei zu arbeiten. Von Beruf war er Förster, weswegen dieser Bereich auch in seinen Dichtungen Niederschlag gefunden hat.
Mit 18 Jahren schrieb er die ersten Gedichte. In seinen Werken befasste er sich neben Dornbirn auch mit dem lokalen Dialekt und dessen orthographischen Besonderheiten.
Diem starb am 15. August 1951. Zu seinen Ehren wurde in seinem Heimatbezirk Haselstauden eine Straße nach ihm benannt.

## Werke (Auswahl)
- Do Pfellar-Pfiffar (1927)